# 全國台灣同胞投資企業聯誼會
全國台灣同胞投資企業聯誼會，簡稱全国台企联、台企聯，是成立於2007年4月16日的，由中国大陆各地约300家台资企业协会和企业组成的全国性、聯誼性、非營利性社会团体。
台企联接受业务主管单位中共中央台湾工作办公室、社团登记管理机关中华人民共和国民政部的业务指导和监督管理。以“为会员和台资企业服务，增强会员间联谊以及会员与中华人民共和国政府部门间联系，维护会员合法权益，推动两岸经济交流与合作，促进两岸关系和平发展。”为宗旨。
2017年5月24日，台企联在北京举办成立10周年庆祝大会。中共中央政治局常委、全国政协主席俞正声出席大会。时任国务院台湾事务办公室主任张志军宣读了中国共产党中央委员会总书记习近平给台企联的贺信。

## 相关人物
中共中央台办前主任刘结一、中共中央台办前主任张志军为名誉会长，中共中央台办前副主任裴金佳为总顾问。

### 历届领导成员
- 第四届
  - 會長：王屏生[3][4]。
- 第五届 [5]
  - 會長：李政宏
  - 监事：黄明智
  - 驻会常务副会长兼秘书长：程金中
  - 常务副会长涂雄至常务理事，共计146人。